# Симс (Монтана)
Симс (енгл. Simms) насељено је место без административног статуса у америчкој савезној држави Монтана.

## Демографија
По попису из 2010. године број становника је 354, што је 19 (-5,1%) становника мање него 2000. године.
| Група             | 2000.       | 2010.       |
| Белци             | 340 (91,2%) | 328 (92,7%) |
| Афроамериканци    | 0 (0,0%)    | 2 (0,6%)    |
| Азијати           | 3 (0,8%)    | 2 (0,6%)    |
| Хиспаноамериканци | 6 (1,6%)    | 5 (1,4%)    |
| Укупно            | 373         | 354         |